# Stickmen
Pour plus de détails, voir Fiche technique et Distribution.
Stickmen est un film néo-zélandais réalisé par Hamish Rothwell et sorti en 2001. C'est une comédie dans le style d'Arnaques, Crimes et Botanique centrée sur le thème du billard et qui a été entièrement tournée à Wellington. Très populaire en Nouvelle-Zélande, c'est le film local qui a eu le plus de succès dans ce pays en 2001 et il a par ailleurs remporté quatre prix aux récompenses annuelles du cinéma néo-zélandais.

## Synopsis
Jack, séducteur invétéré et beau parleur, Wayne, le cœur sur la main mais très gaffeur, et Thomas, un chic type un brin loser, sont les trois meilleurs amis du monde ainsi que d'excellents joueurs de billard. Ensemble, ils fréquentent le bar de Dave sans savoir que celui-ci a des dettes auprès de Daddy, un gros bonnet de la pègre d'origine grecque. Aussi, Dave a-t-il inscrit les trois amis au tournoi de billard américain clandestin de Daddy, richement doté, sous le nom de Stickmen. Avant le début du tournoi, Jack fait une nouvelle conquête en la personne de Karen, Thomas, bien qu'il ait une petite amie, se laisse peu à peu séduire par Sara, et Wayne commence un nouveau travail, celui de chauffeur pour deux prostituées, Tess et Lulu. Le premier tour du tournoi oppose les Stickmen à Jimmy et Eric, qui tentent de les déstabiliser car la partie a lieu dans un bar d'homosexuels. Mais Jack garde la tête froide et remporte facilement la partie.

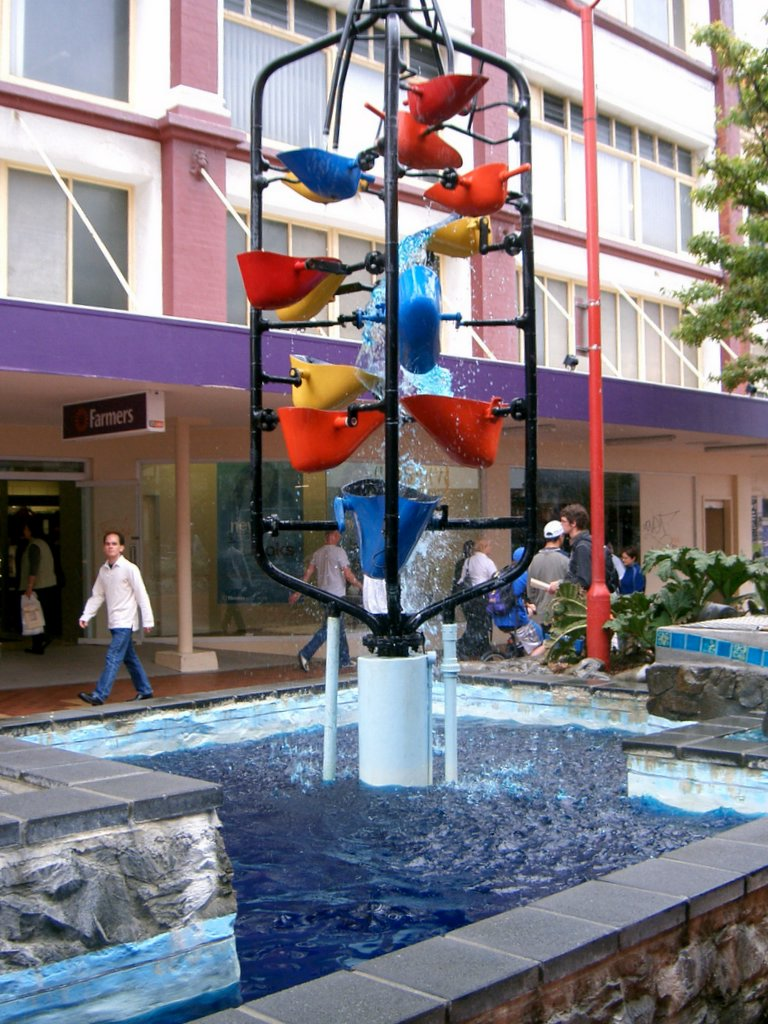
La Bucket Fountain de Wellington, où se situe une scène du film.

Le lendemain, Holden, homme de main de Daddy, emmène Jack et Wayne rencontrer son patron alors que Thomas a passé quant à lui la nuit chez Sara. Quand Thomas rentre chez sa petite amie, celle-ci lui annonce qu'elle le quitte car il passe toutes ses soirées avec Jack et Wayne. Lors du deuxième tour, les Stickmen doivent affronter les Men in Black, qui s'avèrent être deux prêtres catholiques. À l'issue d'une partie serrée, les Stickmen sortent vainqueurs et Holden annonce à Jack que Daddy veut le voir seul dans son salon de barbier. Jack y croise Dave, à qui Daddy vient de laisser deux jours pour qu'il rembourse ses dettes. Daddy propose à Jack de parier 15 000 $ sur la victoire de son équipe au tournoi. Les trois amis n'ont pas cet argent mais Daddy fait comprendre à Jack qu'ils n'ont pas vraiment le choix.
Karen et Sara, qui semblent être deux amies de longue date, parlent d'un plan qu'elles ont conclu ensemble. Hugh et Graham, deux autres participants du tournoi, arrivent et il s'avère que Karen a une liaison avec Hugh. Sara, mal à l'aise, part rejoindre Thomas. La prochaine partie doit opposer les Stickmen à Caller, un joueur redoutable, les trois amis s'accordant sur le fait qu'ils doivent absolument commencer pour espérer l'emporter. Wayne annonce à Lulu qu'il héberge désormais Tess chez lui et Lulu l'avertit de ne pas lui faire confiance. Wayne n'en tient pas compte et invite Lulu à venir voir la partie contre Caller mais, quand ils passent chez lui prendre sa queue de billard, Tess est partie en volant une bonne partie de ses affaires. Wayne arrive à la partie dans un état d'ébriété avancé et Caller le laisse commencer. Wayne, avec une réussite incroyable, rentre toutes les boules une à une et gagne la partie. Caller doit se plier à la tradition du déculottage mais frappe Wayne et, dans la bagarre qui s'ensuit Jack se fait taillader la main. Holden intervient et oblige Caller à respecter la tradition.
Le lendemain, Sara annonce à Thomas qu'elle le quitte et Karen fait de même avec Hugh et Jack. Jack n'est pas affecté mais Thomas est dévasté. Les Stickmen se rendent au tournoi final réunissant les quatre dernières équipes et Jack, handicapé par sa blessure, cède sa place à Thomas. L'équipe opposée aux Stickmen en demi-finale, les Bastinados, s'avère être composée de Karen et Sara. Thomas, sous le choc, perd tous ses moyens alors que Sara se révèle être une excellente joueuse. Mais, en rentrant la noire, elle rentre aussi la blanche ce qui offre une victoire inespérée aux Stickmen. Dans l'autre demi-finale, les Banquiers, Hugh et Graham, battent les Fermiers. Avant la finale, Thomas parle avec Sara et elle lui avoue qu'elle a fait exprès de rentrer la blanche car elle est tombée amoureuse de lui. Daddy, qui veut éviter à tout prix que les Stickmen gagnent le tournoi, enferme Thomas et Sara sur le toit. Pendant ce temps, Jack fait boire Wayne dans l'espoir qu'il réédite son exploit.
Wayne entame la finale mais, trop ivre, tombe évanoui sur la table. En l'absence de Thomas, Jack se trouve contraint de jouer et, malgré sa blessure, réussit à rentrer toutes ses boules sauf une. Hugh commence à rattraper le retard de son équipe mais Karen lui apprend qu'elle l'a trompé avec Jack et, sous le coup de la colère, Hugh rentre la dernière boule des Stickmen. Pendant ce temps, Holden, qui a secrètement parié sur les Stickmen, délivre Thomas et Sara. Thomas arrive à temps pour jouer la noire et remporte la partie. Holden fait ensuite passer à tabac Hugh et Graham, qui avaient payé le voyou ayant tailladé la main de Jack, alors que Daddy s'engage à payer ce qu'il doit, ce qui permet à Dave de refaire son bar à neuf.

## Fiche technique
- Titre : Stickmen
- Réalisation : Hamish Rothwell
- Scénario : Nick Ward
- Décors : Neville Stevenson
- Photographie : Nigel Bluck
- Montage : Owen Ferrier-Kerr
- Musique : House of Downtown
- Production : Michelle Turner

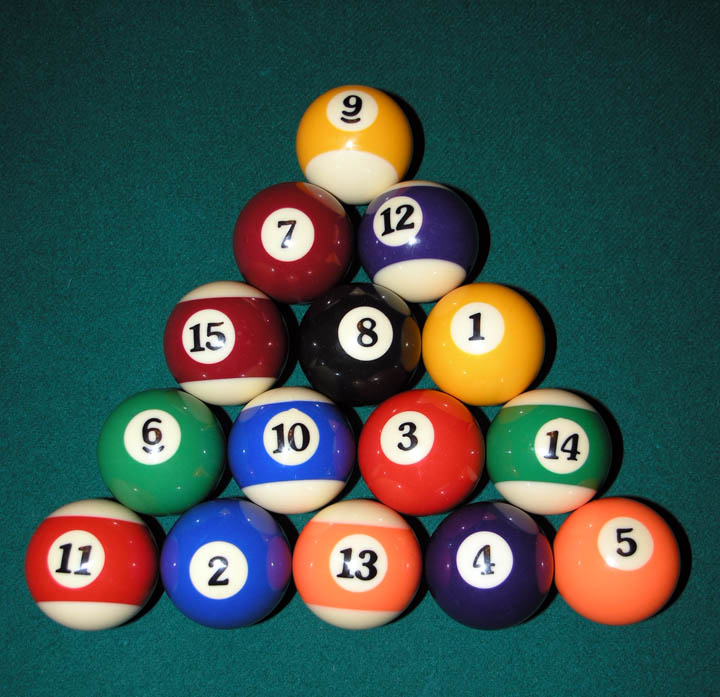
Le tournoi de billard américain du film se joue suivant les règles du jeu de la 8, très proches de celles du billard anglais.

- Société de production : Stick Films
- Société de distribution : Universal Pictures
- Budget : 2 000 000 $[1]
- Pays d'origine :  Nouvelle-Zélande
- Langue originale : anglais
- Format : Couleurs - 1,85:1 - Dolby - 35 mm
- Genre : Comédie
- Durée : 98 minutes
- Date de sortie :  
  - Nouvelle-Zélande : 18 janvier 2001

## Distribution
- Robbie Magasiva : Jack
- Scott Wills : Wayne
- Paolo Rotondo : Thomas
- Anne Nordhaus : Sara
- Simone Kessell : Karen
- John Leigh : Dave
- Kirk Torrance : Holden
- Enrico Mammarella : Daddy
- Luanne Gordon : Lulu
- Matthew Chamberlain : Hugh
- James Coleman : Graham
- Neville Stevenson : Caller
- Emma Nooyen : Tess
- Mick Rose : le père Benton
- Shane Bartle : le père Carhill
- Rhys Morgan : Jimmy
- Victor Rodger : Eric

## Production
Le style du film s'inspire de celui de Swingers (1996) et surtout d'Arnaques, Crimes et Botanique (1998). Il comporte également plusieurs clins d'œil à d'autres films, surtout à travers le personnage de Wayne : La Couleur de l'argent quand Wayne joue un coup sans regarder ; Highlander quand il assemble sa queue de billard et s'en sert comme d'une épée à la manière du Kurgan ; Pulp Fiction quand il cherche une arme adéquate dans le coffre de sa voiture ; ou encore Le Maître chinois quand il est ivre pour jouer une partie de billard.
Le scénariste Nick Ward fait une apparition dans le film dans le rôle de Tim, un client régulier de Lulu, alors que le réalisateur Hamish Rothwell prête sa voix à un demandeur d'emploi qui félicite Thomas après la réunion à l'agence pour l'emploi et au nouveau client de Lulu. Le chef décorateur Neville Stevenson joue le rôle de Caller et les dreadlocks, les tatouages et les piercings qu'il arbore pour le rôle sont tous faux.
Les acteurs se sont beaucoup entrainés au billard pour le tournage et ont véritablement effectué la plupart des coups, seuls quelques-uns, comme le massé (effet donnant une trajectoire courbe) réussi par Jack lors de la finale, ayant été joués par le joueur professionnel Nick Spiers.

## Accueil
Le film a été un succès commercial en Nouvelle-Zélande, se classant à la première place du box-office annuel pour un film local, et a rapporté plus de 2 600 000 $ dans les autres pays.
Il a reçu de bonnes critiques dans l'ensemble. Russell Baillie, du New Zealand Herald, évoque un film « divertissant » et « rafraichissant », même s'il tombe parfois dans la caricature, avec des « répliques qui font mouche » et des « interprétations pleines d’assurance de la distribution principale ». Nicholas Reid, de North & South, estime que le film est « rythmé, habile et souvent drôle » et que Hamish Rothwell a « pleinement mérité son titre de meilleur nouveau réalisateur de l'année ». Pour Tasha Robinson, du A.V. Club, le réalisateur et le scénariste « empruntent exagérément » à d'autres films mais le « charisme collectif » des trois acteurs principaux maintient une bonne dynamique et le film possède « un humour séduisant et un sentiment de familiarité qui lui est propre ». David Rooney, de Variety, évoque une « comédie habile », malgré un scénario « parfois fatigant » car manquant de finesse, qui bénéficie d'un « style visuel plein d'allant », d'un « rythme vif » et d'une « distribution plaisante », Paolo Rotondo en tête.

## Distinctions
Le film a reçu quatre récompenses aux New Zealand Film and TV Awards 2001 (l'équivalent des Césars du cinéma français) : meilleur acteur (Scott Wills), meilleur réalisateur (Hamish Rothwell), meilleur scénario (Nick Ward) et meilleur second rôle féminin (Luanne Gordon) ainsi que huit autres nominations : meilleur film, meilleure photographie, meilleur montage, meilleurs décors, meilleurs costumes, meilleurs maquillages, meilleure contribution musicale et meilleure infographie.